# Viviers, Ardèche
Viviers är en kommun i departementet Ardèche i regionen Auvergne-Rhône-Alpes i sydöstra Frankrike. Kommunen ligger  i kantonen Viviers som ligger i arrondissementet Privas. År 2022 hade Viviers 3 659 invånare.

## Befolkningsutveckling
Antalet invånare i kommunen Viviers
Referens: INSEE